# Erateina coeruleopicta
Erateina coeruleopicta là một loài bướm đêm trong họ Geometridae.